# Embelia angulosa
Embelia angulosa är en viveväxtart som beskrevs av George King och Gamble. Embelia angulosa ingår i släktet Embelia och familjen viveväxter. Inga underarter finns listade i Catalogue of Life.